# راسکوو (تگزاس)
راسکوو، تگزاس (به انگلیسی: Roscoe, Texas) یک شهر در ایالات متحده آمریکا با جمعیت ۱٬۳۲۲ نفر است که در تگزاس واقع شده‌است.

## موقعیت جغرافیایی
موقعیت جغرافیایی شهرها و مناطق اطراف به شرح زیر است: